# 大津祐男
大津 祐男（おおつ すけお）は神奈川県湯河原町のみかんの篤農家。普通温州みかんの代表的品種である大津四号の育成者。みかんの高接ぎ法である大津式一挙更新腹接ぎ法を考案するなど接ぎ木技術にも優れていた。藤田克治と親交があった。

## 人物
消防においては「火消しの大津」と言われ、湯河原町の火事は大津がいけば消えるという一説があった。声が大きく賑やかで、人物が良く、人の面倒見が良かった。

## 育成品種
柑橘類
- 大津四号：十万温州の珠心胚実生
- 大津五号
- 師恩の恵：ミネオラ×清見の交雑実生

## 栽培技術

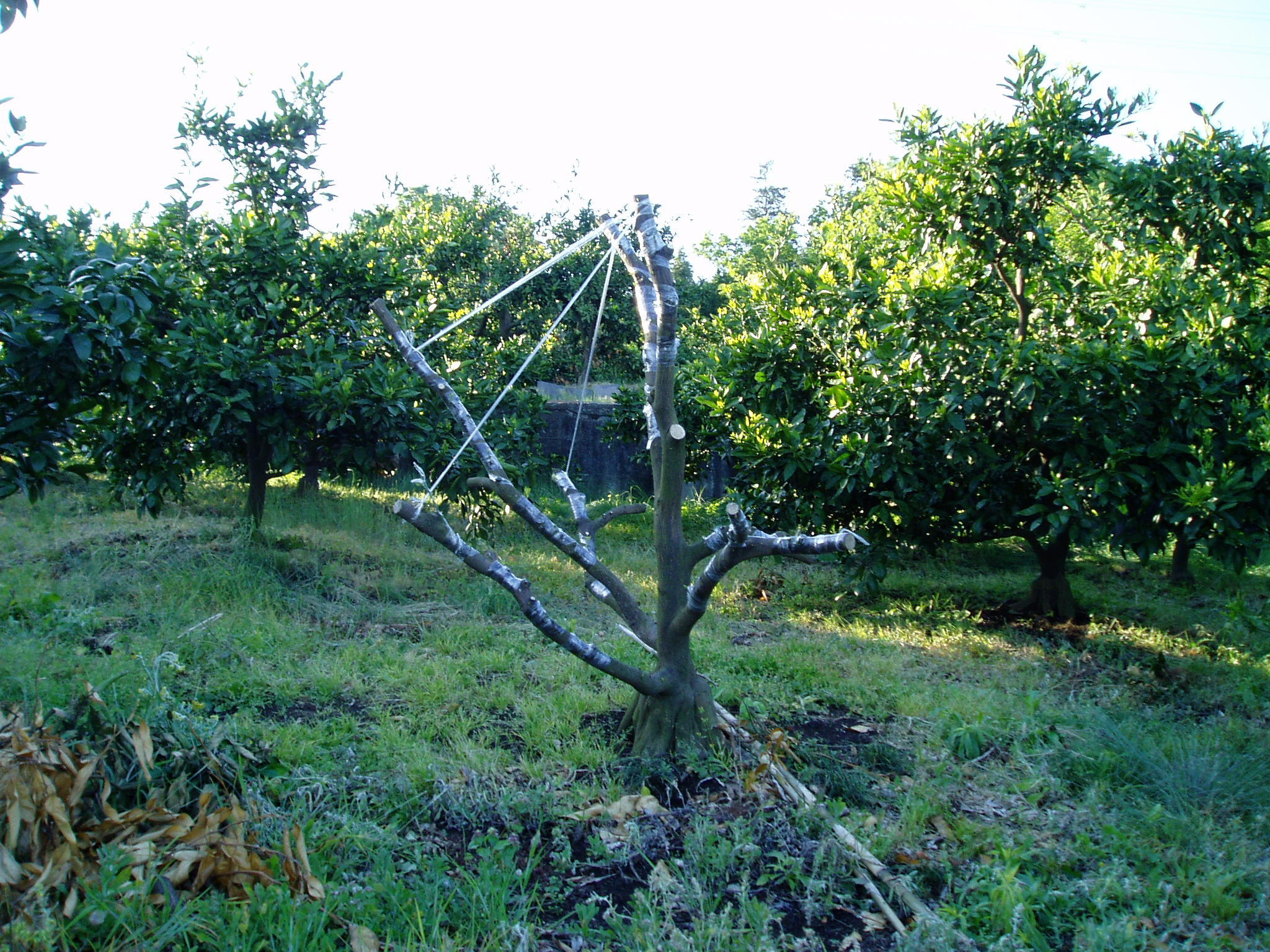
大津式一挙更新腹接ぎ法

接ぎ木方法の研究をし、「育苗用の切り接ぎはわらをまかなくてもよい。わりつぎすれぼそのままで良い」と研究成果を主張した。大津式一挙更新腹接ぎ法という高接ぎ法を考案し、全国に広めた。また、1966年（昭和41年）に諸外国から柑橘品種が導入された際、接ぎ木技術を買われ国の試験場（旧：農林省園芸試験場）から依頼され、平塚の隔離温室に柑橘及び果樹類への接ぎ木を行った。